# Operación Collar
Operación Collar fue el código usado para la primera incursión de comandos, realizada por las fuerzas británicas, durante la Segunda Guerra Mundial . El lugar elegido para la incursión fue el departamento de Pas-de-Calais en la costa francesa. Los comandos británicos no se habían formado decentemente y aún no estaban entrenados, por lo que la operación se le dio a la 11.ª Compañía Independiente bajo el mando del Mayor Ronnie Tod. 
El objetivo de la redada era el reconocimiento de cuatro ubicaciones y la captura de prisioneros. En la noche del 24 al 25 de junio de 1940, 115 hombres de la 11.ª Compañía Independiente llevó a cabo la operación, pero no lograron conseguir ningún dato de inteligencia o sabotear equipamiento alemán; su único éxito fue matar a dos centinelas alemanes.

## Antecedentes
Después de que la  Fuerza Expedicionaria Británica fuese evacuada de Dunkerque durante la Operación Dinamo en 1940, el primer ministro Winston Churchill pidió una fuerza que fuese entrenada y equipada para realizar sabotajes a los alemanes y reforzar la moral británica. Churchill solicitó a los Jefes de junta de Personal proponer medidas para una ofensiva contra la Europa ocupada, y declaró: "Tienen que estar preparados con tropas especialmente entrenadas que puedan causar el reinado de terror tras las líneas enemigas."
Un oficial, el teniente coronel Dudley Clarke, ya había entregado tal propuesta al general John Dill, el Jefe de la Plana Mayor Imperial. Dill, consciente de las intenciones de Churchill, aprobó la propuesta de Clarke. Los comandos estaban bajo el control operacional del  Cuartel General de Operaciones Combinadas. El almirante Roger Keyes fue inicialmente seleccionado como comandante, un veterano de la campaña de Gallipoli y el asalto a Zeebrugge en la Primera Guerra Mundial.
En 1940, se llamó a voluntarios de todo el ejército dentro de ciertas formaciones que aún se encontraban en Gran Bretaña, y a hombres de otras divisiones disueltas de la Compañía Independiente, creadas originalmente del Ejército Británico para servir en la campaña de Noruega. Para el otoño de 1940 más de 2,000 hombres se habían alistado voluntariamente para el entrenamiento de comando.
Bajo la presión de Churchill para empezar a realizar operaciones, el Cuartel General de Operaciones Combinadas levantó la Operación Collar. El objetivo de esta operación era realizar un reconocimiento de la costa francesa y capturar prisioneros.
El asalto tuvo lugar justo tres semanas después de la Operación Dinamo, la evacuación de la Fuerza Expedicionaria Británica de Dunkerque. Los comandos británicos no estaban todavía suficientemente formados y muchas unidades tenían pocas tropas. Así que una de las compañías independientes qué estaba en proceso de ser transformadas en comandos fueron las seleccionadas.
La unidad escogida fue la 11.ª Compañía Independiente, bajo las órdenes del Mayor Ronnie Tod. La 11.ª Compañía fue creada más tarde en comparación con las otras Compañías Independientes, el 14 de junio de 1940. Se formó a partir de hombres de otras compañías y se establecieron 25 oficiales y 350 militares de otros rangos.

## Misión
Habiendo sido seleccionada para llevar a cabo el primer asalto de comandos en la Francia ocupada, la 11.ª Compañía Independiente trasladó su base en Escocia al puerto de Southampton, en la costa del sur británica. A su llegada realizaron ejercicios contra un batallón local de infantería en el Río Ambleve. Durante el ejercicio los hombres descubrieron que los barcos que se les fue suministrados no eran suficientemente buenos para transportarlos a través del Canal de la Mancha.  Al no tener un transporte dedicado para ellos, se contactó con la RAF para el uso de cuatro de sus botes de rescates mar-aire en Dover, Ramsgate y Newhaven.
El asalto sería llevado a cabo por 115 oficiales y otros suboficiales divididos en 4 grupos. Cada grupo aterrizaría en una de las playas de objetivo en Neufchâtel-Hardelot, Stella Plage, Berck y Le Touquet. No debían tardar más de 80 minutos. Los barcos de la RAF no estaban equipados para una misión como esta y carecían de equipos de navegación exactos y se sabía que las brújulas no eran confiables. Cruzando el canal llamaron la atención de una aeronave de reconocimiento de la RAF que, no siendo consciente de la misión, se acercó a investigar. Alrededor de las 02:00 horas del 24 de junio de 1940, las barcas llegaron a Francia y desembarcaron a sus hombres.
El grupo que desembarcó en Le Touquet tenía como objetivo el hotel Merlimont Plage. La inteligencia había sugerido que los alemanes utilizaban el hotel como barracones. Cuando el grupo llegó al hotel descubrieron que estaba vacío y las puertas y las ventanas entabladas. Incapaces de encontrar otro objetivo, regresaron a la playa, sólo para descubrir su barca había vuelto a mar. Durante la espera, dos centinelas alemanes se toparon con el grupo y fueron rápidamente eliminados por las bayonetas británicas. Otra patrulla alemana se acercaba a través de las dunas de arena y el grupo se vio obligado a nadar hacia la barca, dejando sus armas atrás.
El grupo que desembarcó en Hardelot penetró varios cientos de metros tierra adentro y regresó a su bote sin encontrarse con ningún alemán.
Los hombres que desembarcaron en Berck descubrieron un hidroavión anclado, pero estaba demasiado fuertemente defendido para que fuese posible realizar un ataque victorioso.
El último grupo desembarcó en Stella Plage bajo las órdenes de Tod. Tuvieron un encuentro con una patrulla alemana que derivó en un tiroteo donde un soldado británico fue ligeramente herido.

## Consecuencias
Después del asalto sin incidentes y del regreso a Inglaterra, el ministro de información comunicó:
| Los asaltantes navales y militares, en cooperación con la RAF, llevaron a cabo reconocimientos exitosos de la costa enemiga: los desembarcos se efectuaron en varios puntos y se hicieron contactos con las tropas alemanas. Se infligieron bajas al enemigo, pero no se produjeron bajas británicas y se obtuvo mucha información útil. |

La Operación Collar se conoce como un éxito mixto; las fuerzas británicas mataron a dos centinelas alemanes con el único accidente del teniente coronel Dudley Clark, como observador, quien recibió una leve herida en Stella Plage.
Pese al éxito limitado de la primera operación de comando, Adolf Hitler habló de los comandos como "tropas de terror y sabotaje" a quienes dijo que "actuaron fuera de la convención de Ginebra". La maquinaria de propaganda alemana los llamó "matones asesinos y cortadores de gargantas" que mataron a soldados y civiles indiscriminadamente, prefiriendo asesinar a sus enemigos en lugar de tomar prisioneros.